# محوطه کلگه کل علی حسین
محوطه کلگه کل علی حسین مربوط به سده‌های اولیه دوران‌های تاریخی پس از اسلام است و در شهرستان بهمئی، بخش مرکزی، روستای قبر قیصر واقع شده و این اثر در تاریخ ۱۲ تیر ۱۳۸۴ با شمارهٔ ثبت ۱۲۰۹۳ به‌عنوان یکی از آثار ملی ایران به ثبت رسیده‌است.